# Случай в Транс-ан-Провансе
Случай в Транс-ан-Провансе — один из немногих случаев появления НЛО, после которого остались следы, произошёл во Франции в 1981 году. К расследованию привлекалась французская уфологическая организация GEPAN.

## Наблюдения Р. Николе
8 января 1981 года фермер Ренато Николе из деревни Транс-ан-Прованс (Франция), по его словам, работал над насосом на своих террасах. В 17 часов он якобы услышал «лёгкий свист». Обернувшись, он увидел неустановленный предмет «в воздухе, на высоте большой сосны, который, не вращаясь, спускался к земле». Николе пошёл в сторону объекта, который через некоторое время «снова взлетел, продолжая издавать лёгкий свист… При взлёте… поднял немного пыли». Объект улетел в том направлении, откуда появился (на северо-восток) на высоте 6 метров от земли.
Объект, по словам Николе, был свинцового цвета. Он имел яйцевидную форму и был размером с легковой автомобиль. По всей окружности объекта был дискообразный выступ. Снизу было четыре отверстия.
На том месте, где Николе видел НЛО на земле, остался след в виде кольца толщиной в несколько дюймов и с диаметром более 180 сантиметров.

## Появлениежандармерии
9 января 1981 года Ренато Николе явился в жандармерию города Драгиньян (Юго-восточная Франция). Прибыв к месту проживания фермера, жандармы сделали фотоснимки и взяли пробы грунта с места, где, по утверждению Николе, НЛО соприкасался с землёй.

## Деятельность уфологов
Полицейские сочли необходимым оповестить о случае в Транс-ан-Провансе уфологическую организацию GEPAN — группу по изучению неизвестных аэрокосмических явлений. Появившись в Транс-ан-Провансе, члены GEPAN взяли пробы почвы непосредственно на месте соприкосновения с НЛО и вне его.
Пробы были направлены в Национальный институт агрономических исследований в Тулузе. Анализ проб курировал Мишель Буне. Выяснилось, что трава в том месте была примята и камни расщеплены в пыль. В траве с того места было на 30—50 % меньше содержание хлорофилла, чем в траве с других мест. У листьев, находившихся в траве, был выявлен неестественно больший возраст «в результате воздействия, которое никогда не наблюдалось в природе и не может быть воспроизведено в лабораторных условиях». Анализ так и не дал возможности объяснить случай.
В ноябре 1988 года уфолог Жак Валле посетил Транс-ан-Прованс, опросил Николе и направил образцы в один из НИИ Калифорнии, пожелавший остаться неизвестным. Результаты исследования образцов также остались неизвестными.[значимость факта?]
Уже в 1989 году образцы растений с места соприкосновения земли с НЛО были обследованы при помощи электронного микроскопа, в результате чего было установлено, что необъяснённый след на почве не мог быть получен при помощи искусственных химикатов вроде гербицидов.

## Рациональная точка зрения
Анализ случая французскими скептиками показал, что исследования GEPAN были проведены некорректно и предубеждённо. Очевидная версия возникновения следа в результате воздействия шин автомобиля, которая была отмечена уже в полицейском докладе, была отметена ими только на основании слов одного свидетеля. Независимых исследований и подтверждений выводов GEPAN тоже не было проведено.